# Germinal (mini-série)
Pour les articles homonymes, voir Germinal (homonymie).
Germinal est un feuilleton historique franco-italien en six épisodes de 52 minutes, créé par Julien Lilti et réalisée par David Hourrègue, sortie sur la plateforme Salto le 1er septembre 2021 puis diffusée à partir du 27 octobre 2021 sur France 2. Il s'agit d'une nouvelle adaptation du roman éponyme d'Émile Zola.
Au Canada, le feuilleton est mis en ligne le 26 février 2022 sur ICI TOU.TV Extra et diffusé à la télévision sur ICI Radio-Canada Télé,.
Le feuilleton s'inspire du treizième roman de la série Les Rougon-Macquart écrit par Émile Zola en 1884, l'année de la grande grève des mineurs d'Anzin débutée le 2 mars 1884. Cette grève constitue un temps fort de l'histoire du Bassin minier du Nord-Pas-de-Calais. Émile Zola se rend au fond de la mine pour inspirer la rédaction de son ouvrage qui aura le plus de succès et sera publié dans une centaine de pays.

## Synopsis

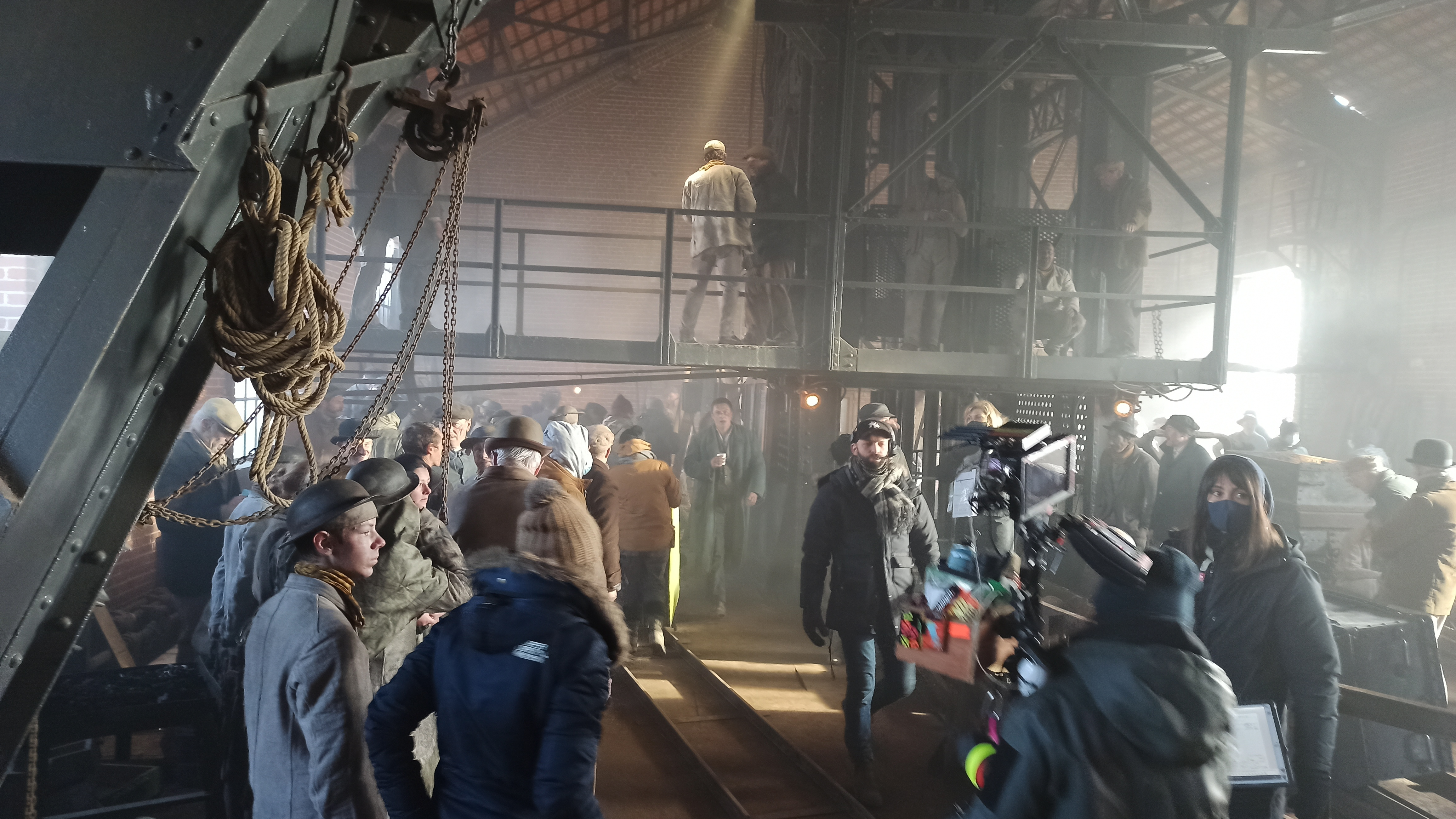
Tournage de la scène de la révolte le 12 février 2021 à la fosse Delloye.

L'adaptation du roman d’Émile Zola ne « se veut pas exhaustive » par rapport à lui mais en reste proche, dans le récit de la grande grève des mineurs d'Anzin débutée le 2 mars 1884, temps fort de l'histoire du bassin minier du Nord-Pas-de-Calais, qu'Émile Zola avait suivi de près, se déplaçant dans la région. C'est aussi l'histoire personnelle d'un personnage fictif de Zola, Étienne Lantier, jeune ouvrier révolté par la misère et l'exploitation du peuple de charbon, notamment lorsque la compagnie qui l'emploie baisse les salaires.

## Fiche technique
Sauf indication contraire, les informations mentionnées dans cette section peuvent être confirmées par la base de données cinématographiques Allociné,  présente dans la section « Liens externes ».
- Titre original : Germinal
- Réalisation : David Hourrègue
- Scénario : Julien Lilti, Loïc Barrère, Chérif Sais, Samir Oubechou, Maud Garnier, Clémence Lebatteux, Mélusine Raynaud et Cheikna Sankaré, d'après l'oeuvre d'Émile Zola
- Décors :
- Costumes : Thierry Delettre
- Photographie : Xavier Dolléans
- Montage : Jérémy Pitard
- Musique : Audrey Ismael
- Sociétés de production : France Télévisions, Rai, Pictanovo, Banijay
- Pays d'origine :  France
- Langue originale : français
- Genre : historique
- Durée : 6 × 52 minutes
- Dates de diffusion :
  - France : 1er septembre 2021 (sur Salto) ; 27 octobre 2021 sur France 2[4].

## Distribution
- Louis Peres : Étienne Lantier
- Thierry Godard : Toussaint Maheu
- Alix Poisson : La Maheude
- Guillaume de Tonquédec : Philippe Hennebeau
- Natacha Lindinger : Madame Hennebeau
- Sami Bouajila : Victor Deneulin
- Jonas Bloquet : Antoine Chaval
- Stefano Cassetti : Souvarine
- Valeria Cavalli : Madame Grégoire
- Steve Tientcheu : Rasseneur
- Rose-Marie Perreault : Catherine Maheu
- Steve Driesen : Charles Bressan
- Marilou Aussilloux : Cécile Grégoire
- Aliocha Schneider : Paul Négrel
- Jean-Marie Frin : Vincent Maheu dit Bonnemort
- Max Baissette de Malglaive : Jeanlin Maheu
- Guillaume Arnault : Zacharie Maheu
- Luba Dépret : Alzire Maheu
- Éric Herson-Macarel : Pluchart
- Raphaël Thiéry : Dansaert
- Eric Paul : Levaque
- Anne Conti : La Levaque
- Vincent Deniard : Bouteloup
- Anna Mihalcea : La Mouquette
- Michel Masiero : Mouque

Distribution principale.
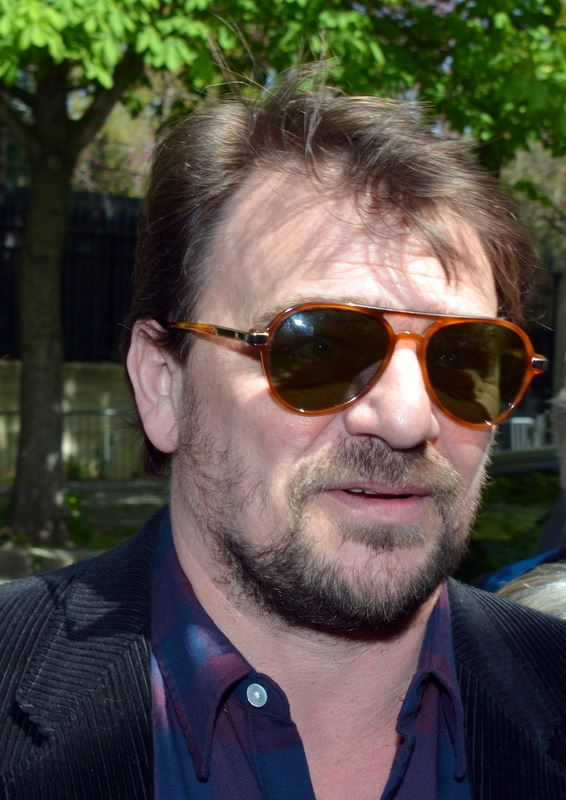
Thierry Godard
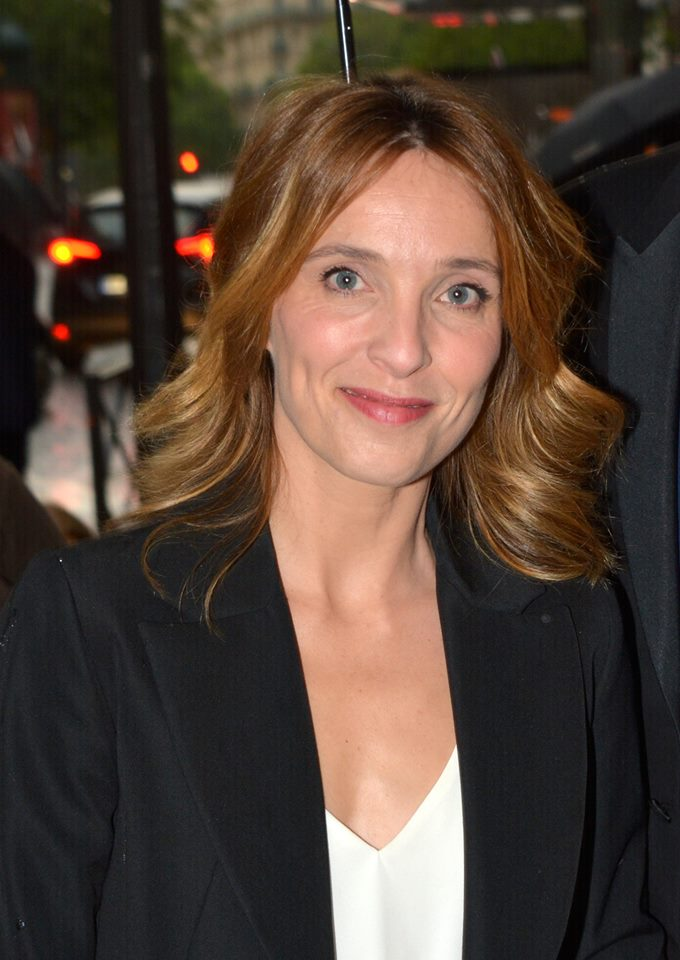
Alix Poisson
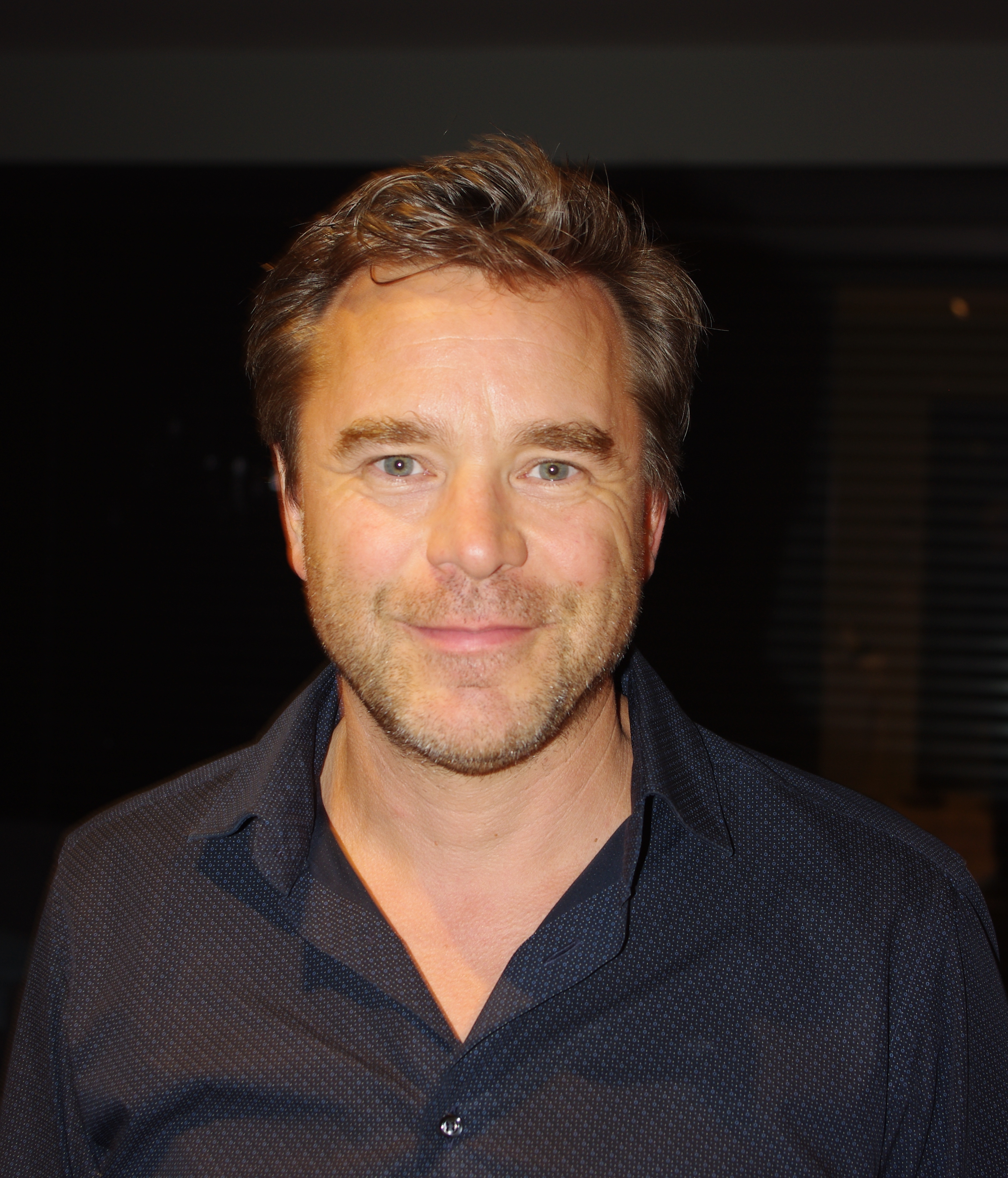
Guillaume de Tonquédec
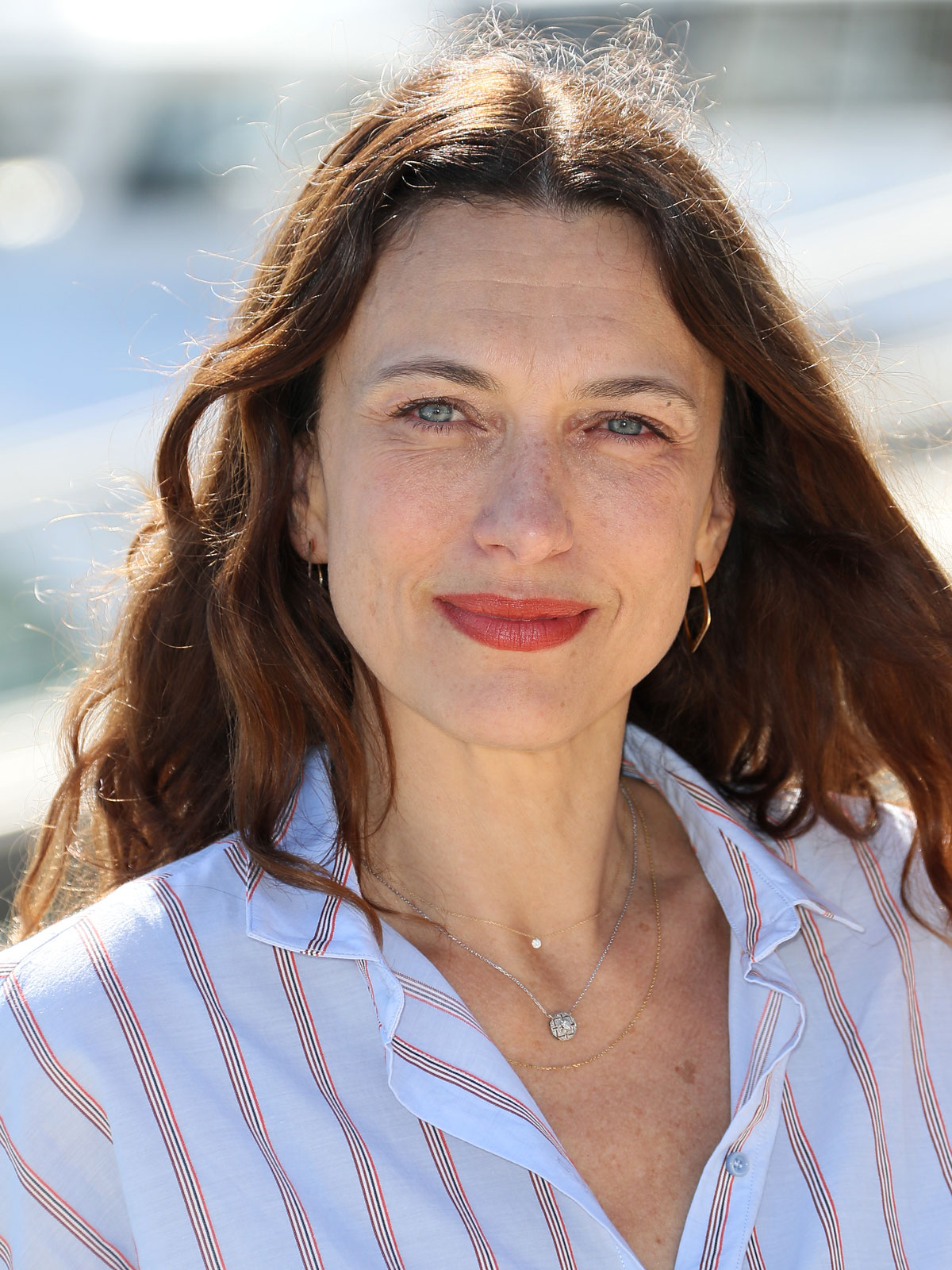
Natacha Lindinger
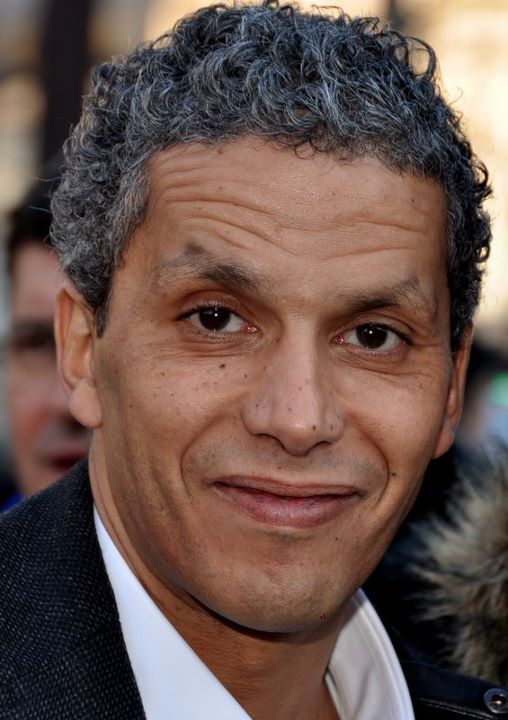
Sami Bouajila
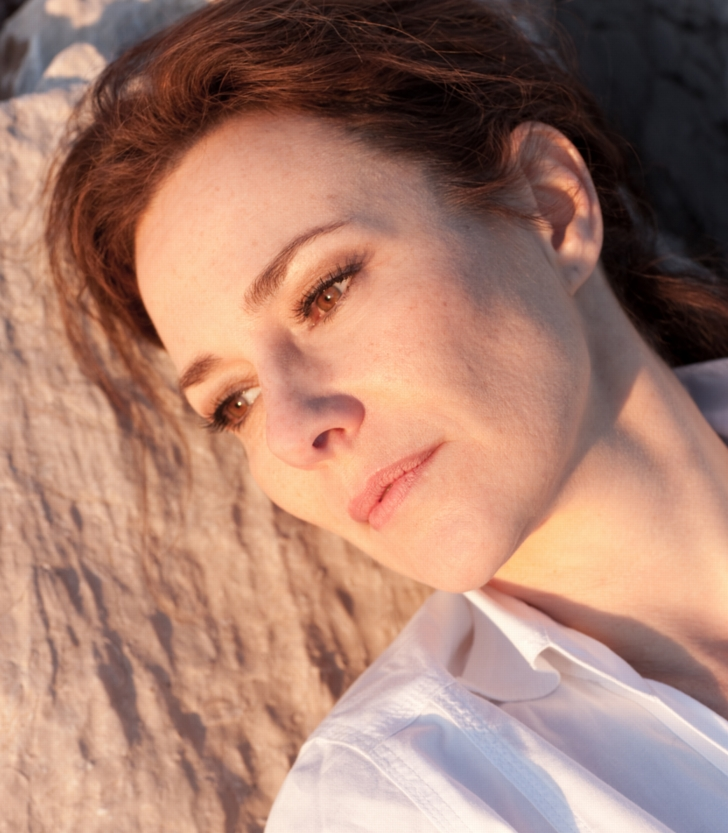
Valeria Cavalli

## Financement
Plusieurs télévisions européennes ont participé au financement de 12 millions d'euros : France 2, la RAI en Italie et la ZDF en Allemagne.

## Réactions locales
Diffusé en avant-première en août à « Séries Mania », festival des séries télé de Lille, le feuilleton a reçu le Prix du public et a été saluée par les anciens mineurs des Hauts-de-France.

## Précédents
Le réalisateur Claude Berri avait réuni en 1993 Miou-Miou, Renaud, Gérard Depardieu et Jean Carmet dans un long-métrage adaptant le même roman du XIXe siècle, qui avait remporté deux César pour la meilleure photographie et les meilleurs costumes.
Le long-métrage d'Yves Allégret en 1963, Germinal.

## Tournage

### Moyens
Six mois de tournage en hiver ont mobilisé 2 400 figurants, d'anciens mineurs recrutés comme consultants, 22 tonnes de charbon, 150 techniciens, 700 costumes et 12 millions d'euros.

### Lieux
- L'équipe a plusieurs fois consulté des documents et des archives au Centre historique minier de Lewarde[5], pour finaliser les décors[5], découvrir la fosse et « s’imprégner de l’univers de la mine »[5].
- La fosse du Voreux, inspirée par la fosse Renard à Denain, est représentée par la fosse Arenberg des mines d'Anzin à Wallers, le lieu avait été utilisé pour tourner la scène d'ouverture de L'Affaire Salengro en 2008.
- En février 2021, une semaine de tournage a eu lieu à la fosse Delloye des mines d'Aniche à Lewarde, notamment à la salle de l’accrochage du puits no 1 et la passerelle de liaison[5].
- Une dizaine de jours de tournage à Rombies-et-Marchipont[5] a permis d'utiliser ses rues pavées et sans fils électriques[5], et son église[5], tandis que l'épicerie de Maigrat a été entièrement reconstituée dans une grange du hameau[5].
- La fosse no 9 - 9 bis des mines de Dourges à Oignies et la cité Declercq ont aussi accueilli le tournage[5]. Cette fosse représente la fosse Jean Bart et est ici tenue par un indépendant.
- L'ancienne gare de Fresnes-sur-Escaut sur la ligne de Somain à Péruwelz[5], redécorée et rebaptisée « L’Avantage »[5], a incarné l'auberge du Bon-Joyeux, tenue par Rasseneur, lieu de rencontres et de fête dans le roman[5].
- Dans le Vieux-Lille[5], la rue des Vieux-Murs a accueilli la scène de la calèche avec Mme Hennebeau avec Cécile Grégoire qui vient chercher sa robe de mariée[5].
- Le hameau de Marchipont a été redécoré pour ressembler au plus près à un village du XIXe siècle.
- Les scènes représentant le coron ont été tournées au fort de Seclin.
- Les scènes d'inondation ont été tournées en studio en Belgique.

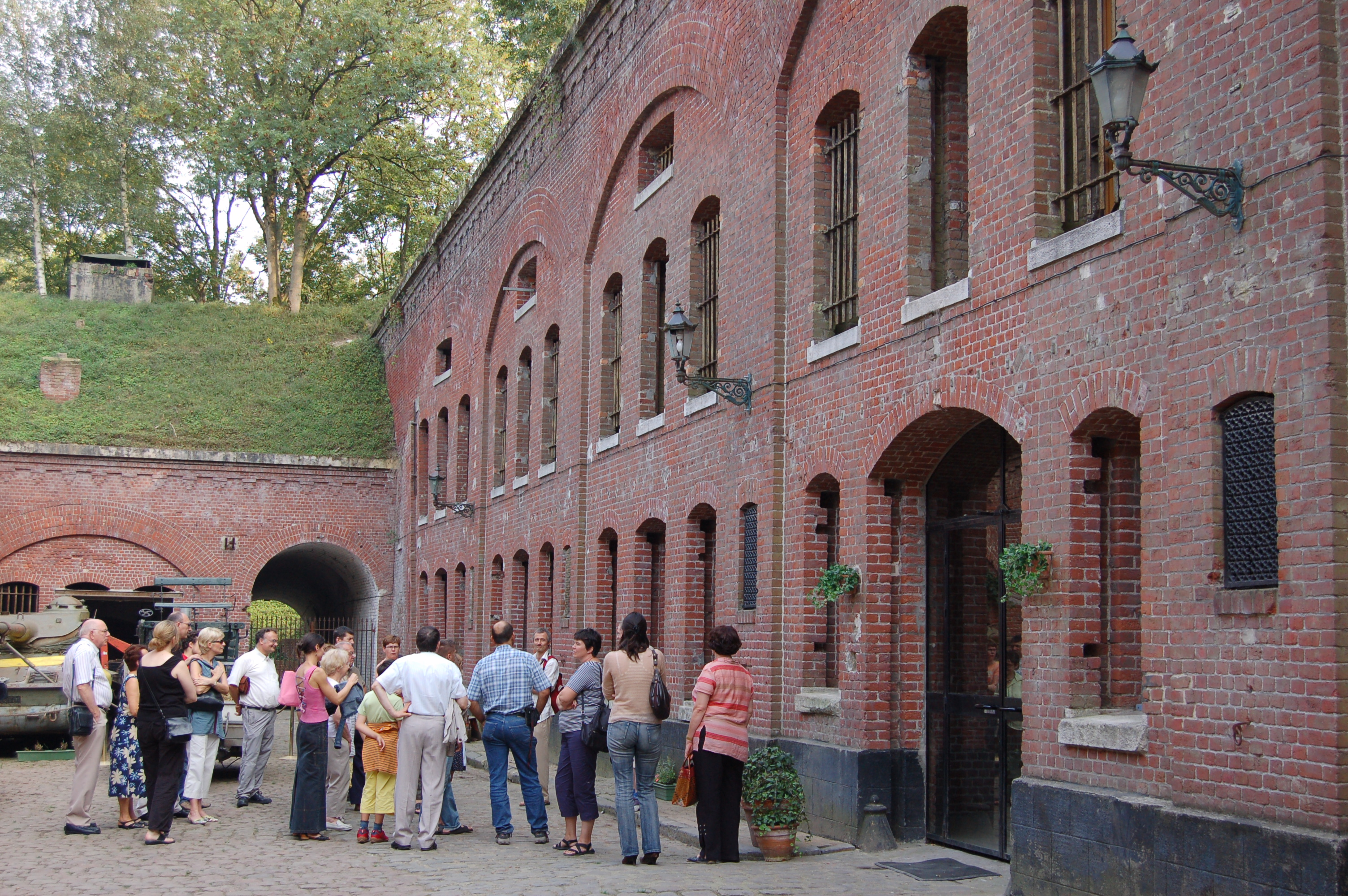
Le fort de Seclin.
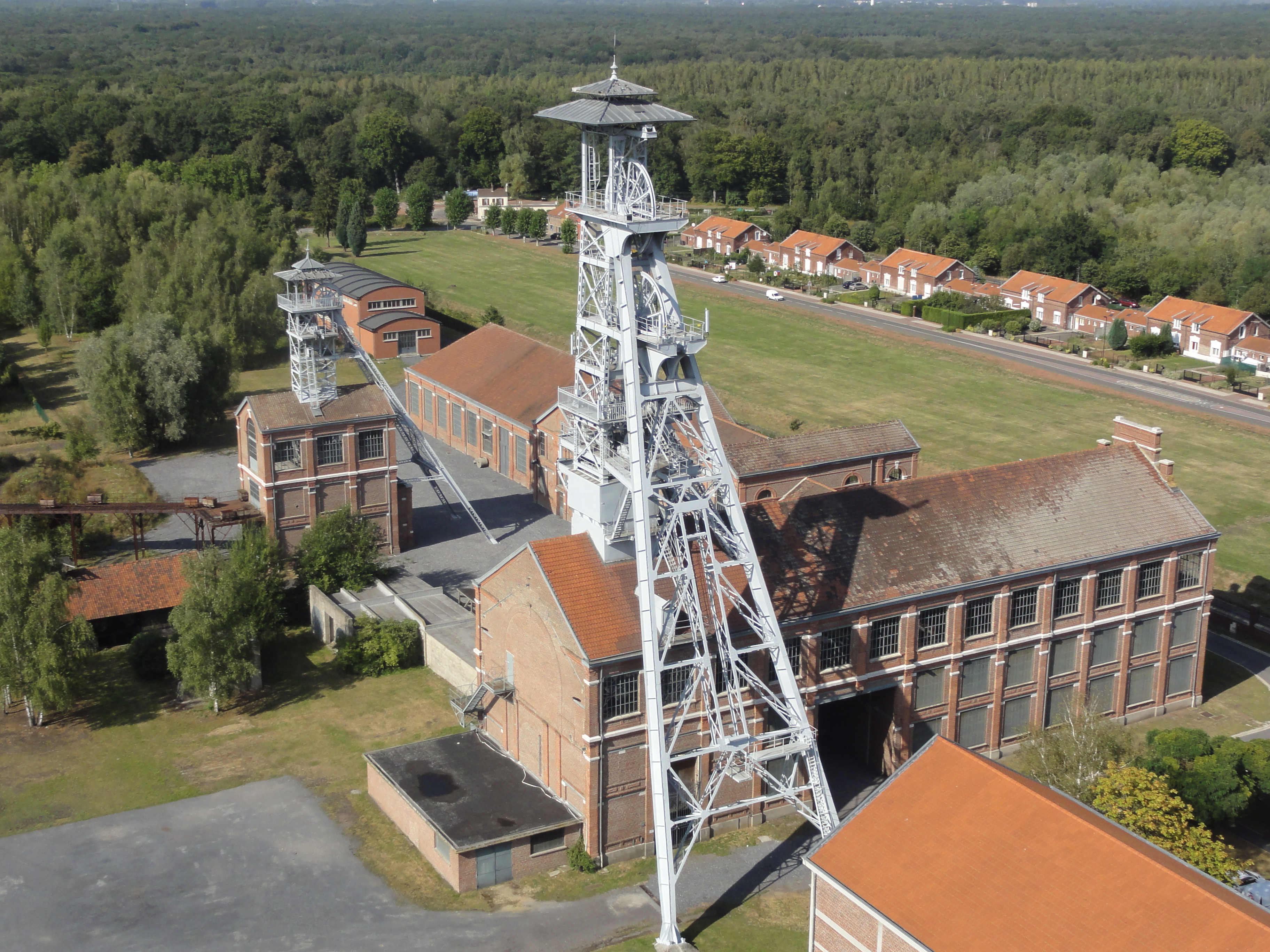
Les puits nos 1 (premier-plan) et 2 (arrière-plan) de la fosse Arenberg.
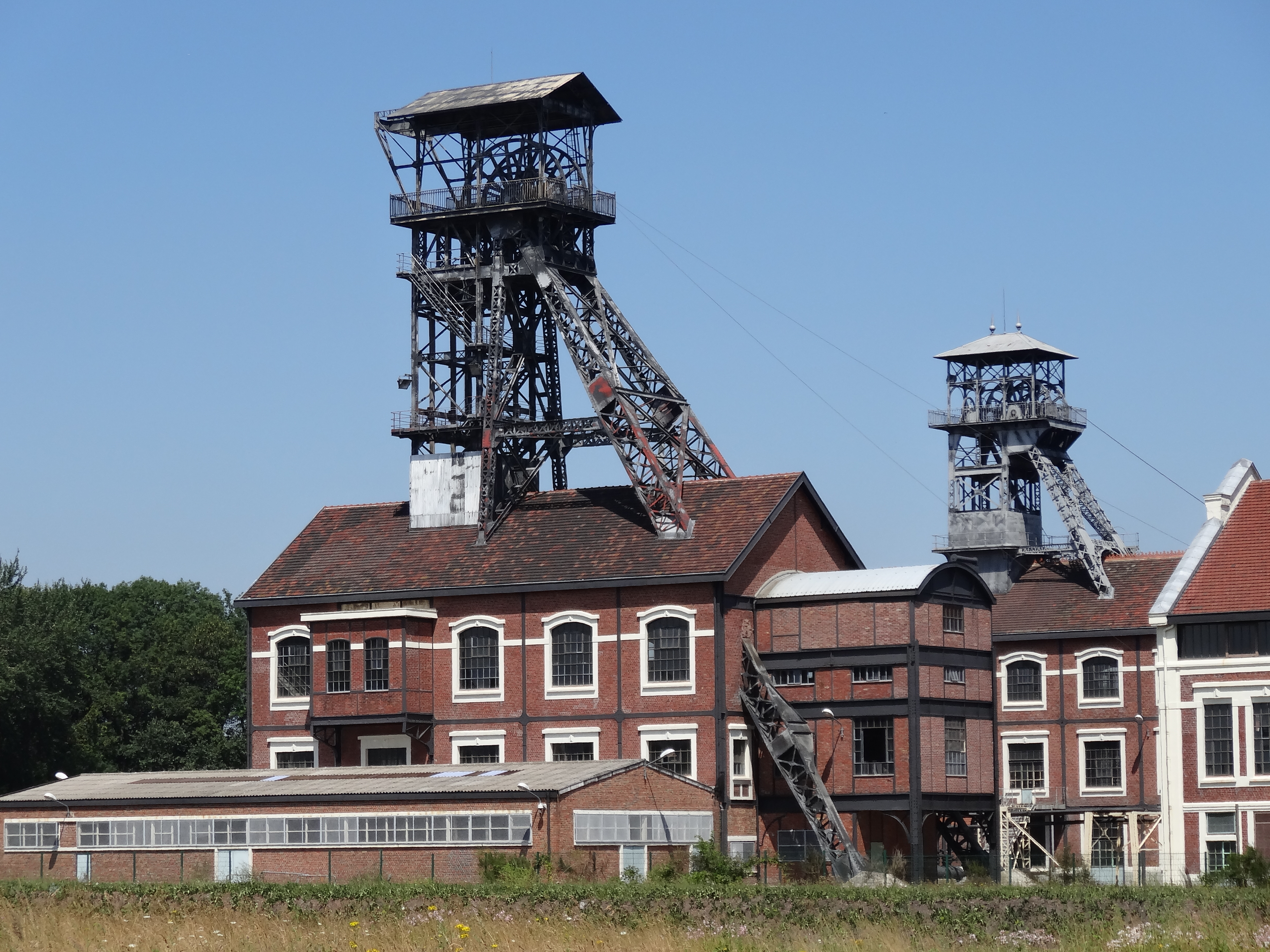
La fosse no 9 - 9 bis des mines de Dourges.
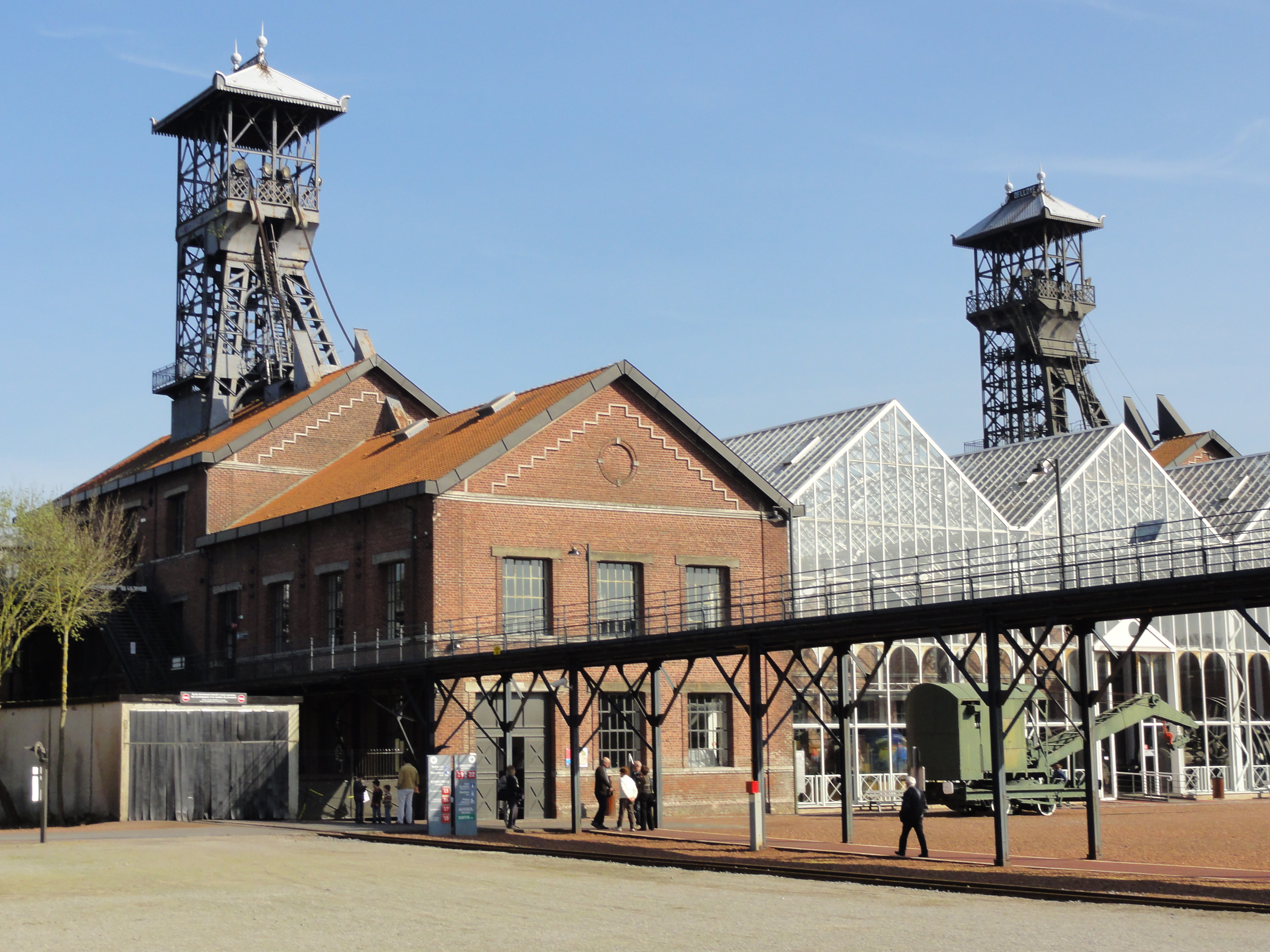
La fosse Delloye.

## Audience

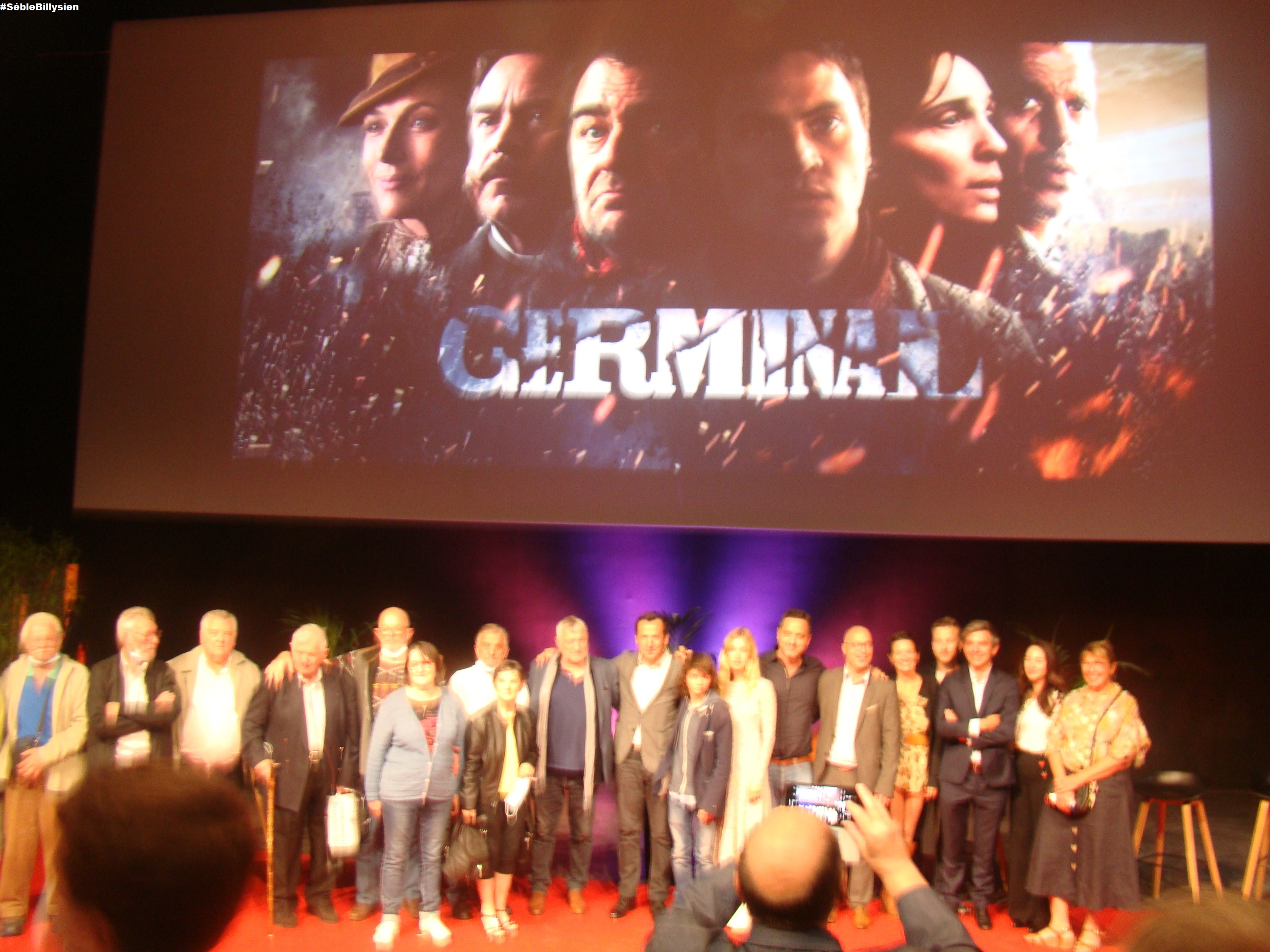
Avant-Première de la mini-série Germinal, le 31 août 2021, à la fosse Arenberg à Wallers.

Diffusés le 27 octobre, les deux premiers épisodes ont « fait un très bon score d'audience » en plaçant France 2 loin devant les autres chaînes avec près de 4,2 millions de téléspectateurs, soit 20 % du total, loin devant Good Doctor sur TF1 et La France a un incroyable talent sur M6 qui n’a obtenu que 16 %. Derrière ce tiercé, « Des racines et des ailes » avec 1,6 million de spectateurs sur France 3 et TMC avec le film « les Tuche 3 » (1,4 million).
Le bon accueil s'est confirmé en cours de soirée, le premier épisode attirant 19,9 % du public et le second 20,3 %. Le dernier feuilleton inédit de France 2, « J’ai menti », n'avait réuni que 3,5 millions de téléspectateurs. Les deux épisodes suivants de Germinal sont diffusés le mercredi 3 novembre sur France 2.

## Distinction
- Festival Séries Mania 2021 : Prix du public[8]